# Tynwald

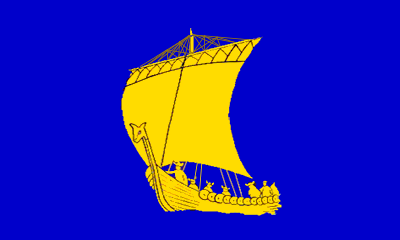
Tynwalds flagga

Tynwald (manx: Tinvaal), formellt High Court of Tynwald (manx: Ard-whaiyl Tinvaal), är Isle of Mans parlament och högsta lagstiftande församling. Det består av två kammare, det direkt valda underhuset House of Keys och det indirekt valda överhuset Legislative Council. Av dessa är House of Keys den dominerande kammaren då den mesta av lagstiftningen härstammar därifrån. Tynwald påstås ha existerat sedan 979 och är i så fall ett av världens äldsta nu existerande parlament.

## Etymologi
Namnet Tynwald härstammar, liksom isländskans Þingvellir, från det fornnordiska ordet ”Þingvǫll” som betyder ”församlingens mötesplats” eller ”tingsfältet”. Förleden i ordet, tyn, härstammar från ordet "ting".

## Kamrarna

### House of Keys
House of Keys (manx: Kiare as Feed) är benämningen på underhuset. Det består av tjugofyra ledamöter (Members of the House of Keys) som väljs direkt av folket. Medborgare som är minst 16 år gamla har rösträtt. För att kandidera måste man vara 21 år gammal och ha bott på Isle of Man i minst tre år. Ledamöterna väljs från totalt femton valkretsar vars utformning baseras på öns sex ”sheadings” (ett slags administrativt distrikt). Två av valkretsarna väljer tre ledamöter, fem väljer två ledamöter och åtta väljer en enda ledamot. Normalt är mandatperioden fem år lång men möjligheten att upplösa parlamentet och utlysa nyval existerar. 
Talmannen (Speaker of the House of Keys) är en ledamot som väljs att leda kammarens arbete. Han eller hon har, till skillnad från övriga ledamöter, möjligheten att avstå från att rösta vid voteringar. Om resultatet från en votering är oavgjort är dock denna tvungen att lägga en avgörande röst. Till skillnad från de flesta övriga lagstiftande församlingar är ledamöterna tvungna att närvara. Om de ej kan närvara är de tvingade att skaffa sig tillstånd. 
Det finns olika teorier om varifrån namnet House of Keys härstammar. Den äldsta källan är ett dokument skrivet år 1417 på latin som talar om ”Claves Mann” (Nycklarna till Mann) och ”Claves Legis” (Nycklarna till lagar). Enligt vissa är namnet en anglifierad version av det fornnordiska ordet kjósa som betyder ”vald”. En mer trolig version är att det härstammar från den manxiska termen ”kiare as feed” (fyra och tjugo). Kammarens namn på manx är Yn Chiare as Feed (De fyra och tjugo), vilket beror på att kammaren alltid haft tjugofyra ledamöter.

### Legislative Council
The Legislative Council (manx: Yn Choonseil Slattyssagh) är benämningen på överhuset. Det består av elva ledamöter (Members of the Legislative Council), av vilka åtta väljs i en sluten omröstning av ledamöterna i House of Keys. För att kunna bli vald måste man vara 21 år gammal och ha bott på Isle of Man i minst tre år. Mandatperioden för en ledamot är fyra år lång, fyra väljs åt gången. Tynwalds president (se stycket Relationen mellan kamrarna) är ex officio också Legislative Councils talman (President of the Legislative Council). Även Church of Englands biskop i stiftet Sodor och Man och kronjuristen (Attorney General), som utnämns av Lord of Mann, sitter i Legislative Council. Både biskopen och talmannen har rätt att rösta vid voteringar medan kronjuristen saknar rösträtt.

### Relationen mellan kamrarna
Av de båda kamrarna är House of Keys den klart betydelsefullare. Samtlig lagstiftning härstammar numera därifrån och då ledamöterna i Legislative Council väljs av House of Keys ges underhuset mer prestige. Legislative Council har som huvuduppgift att granska den lagstiftning som kommer från House of Keys.
De båda kamrarna sitter tillsammans en gång i månaden från oktober till juli i Douglas. Tynwalds president, som väljs av de övriga ledamöterna, leder arbetet. Under detta möte så skrivs bland annat lagarna formellt under och möjligheten finns att ställa frågor till ministrarna.

## Lagstiftning
Normalt krävs de att båda kamrarna röstar för ett lagförslag för att det ska ges till viceguvernören, Drottningens representant på Isle of Man, för kunglig sanktion. Om Legislative Council röstar mot eller ändrar ett lagförslag mot House of Keys vilja kan det tas upp vid nästa session. House of Keys har då makten att rösta för lagförslaget utan att Legislative Councils godkännande behövs. Lagförslaget ges då till viceguvernören som ger lagen kunglig sanktion efter att ha konsulterat med det brittiska justitiedepartementet.

## Tynwald Day
Tynwald möts årligen i St John's (oftast den 5 juli) under en ceremoni utomhus på Tynwald Hill. Ceremonin leds av guvernören, om inte Lord of Mann eller en medlem ur det brittiska kungahuset är närvarande. Under denna dag promulgeras lagarna. Om en lag inte promulgerats 18 månader efter att ha lämnat Tynwald räknas den som ogiltig.

## Artikelursprung
Denna artikel är, helt eller delvis, en översättning från engelskspråkiga Wikipedia: 

Tynwald

House of Keys

Legislative Council of the Isle of Man